# Evolução do Colégio dos Cardeais sob o pontificado de Paulo III
Abaixo está a evolução do colégio de cardeais durante o pontificado de Paulo III e a subsequente vaga vaga .

## Composição para consistório
| Consistóro                   | 1534 | 1549 |
| ---------------------------- | ---- | ---- |
| Setembro 1493                | 1    |      |
| Consistórios de Alexandre VI | 1    |      |
| Novembro 1503                | 1    |      |
| Março 1511                   | 1    |      |
| Consistórios de Júlio II     | 2    |      |
| Setembro 1513                | 1    | 1    |
| Julho 1517                   | 12   | 5    |
| Março 1518                   | 1    | 1    |
| Maio 1518                    | 1    | 1    |
| Agosto 1520                  | 1    |      |
| Consistórios de Leão X       | 16   | 7    |
| Maio 1527                    | 5    | 2    |
| Novembro 1527                | 5    |      |
| 7 Dezembro 1527              | 1    |      |
| 20 Dezembro 1527             | 1    |      |
| Janeiro 1529                 | 2    | 1    |
| Março 1530                   | 5    | 1    |
| Fevereiro 1531               | 2    |      |
| Setembro 1531                | 1    |      |
| Fevereiro 1533               | 1    |      |
| Novembro 1533                | 4    | 3    |
| Consistórios de Clemente VII | 27   | 7    |
| Dezembro 1534                |      | 2    |
| Maio 1535                    |      | 1    |
| Dezembro 1536                |      | 6    |
| Dezembro 1538                |      | 3    |
| Dezembro 1539                |      | 4    |
| Junho 1542                   |      | 3    |
| Dezembro 1544                |      | 11   |
| Dezembro 1545                |      | 4    |
| Julho 1547                   |      | 2    |
| Janeiro 1548                 |      | 1    |
| Abril 1549                   |      | 2    |
| Consistórios de Paulo III    |      | 40   |
| Total                        | 46   | 54   |

## Evolução durante o pontificado
| Data                    | Evento                                                                            | Total |
| ----------------------- | --------------------------------------------------------------------------------- | ----- |
| 11 de outubro de 1534   | Abertura do Conclave de 1534                                                      | 46    |
| 13 de outubro de 1534   | Eleição Papal do Cardeal Alessandro Farnese com o nome de Paulo III               | 45    |
| 18 de dezembro de 1534  | criação de 2 Cardeais                                                             | 47    |
| 18 de dezembro de 1534  | Alessandro Farnese, Jr                                                            | 47    |
| 18 de dezembro de 1534  | Guido Ascanio Sforza di Santa Fiora                                               | 47    |
| 22 de abril de 1535     | Morte do Cardeal Louis de Gorrevod (62 anos)                                      | 46    |
| 21 de maio de 1535      | criação de 6 Cardeais + 1 In Pectore                                              | 52    |
| 21 de maio de 1535      | Nikolaus von Schönberg, O.P.                                                      | 52    |
| 21 de maio de 1535      | Girolamo Ghinucci                                                                 | 52    |
| 21 de maio de 1535      | Giacomo Simonetta                                                                 | 52    |
| 21 de maio de 1535      | John Fisher                                                                       | 52    |
| 21 de maio de 1535      | Jean du Bellay                                                                    | 52    |
| 21 de maio de 1535      | Gasparo Contarini                                                                 | 52    |
| 31 de maio de 1535      | Revelação In Pectore                                                              | 53    |
| 31 de maio de 1535      | Marino Caracciolo                                                                 | 53    |
| 9 de junho de 1535      | Morte do Cardeal Íñigo López de Mendoza y Zúñiga (46 anos)                        | 52    |
| 22 de junho de 1535     | Morte do Cardeal John Fisher (66 anos)                                            | 51    |
| 9 de julho de 1535      | Morte do Cardeal Antoine Duprat (72 anos)                                         | 50    |
| 28 de julho de 1535     | Morte do Cardeal Esteban Gabriel Merino (63 anos)                                 | 49    |
| 10 de agosto de 1535    | Morte do Cardeal Hipólito de Médici (24 anos)                                     | 48    |
| 31 de maio de 1535      | criação de 9 cardeais + 2 In Pectore                                              | 57    |
| 31 de maio de 1535      | Gian Pietro Carafa (futuro Papa Paulo IV)                                         | 57    |
| 31 de maio de 1535      | Giovanni Maria Ciocchi del Monte (futuro Papa Júlio III)                          | 57    |
| 31 de maio de 1535      | Ennio Filonardi                                                                   | 57    |
| 31 de maio de 1535      | Jacopo Sadoleto                                                                   | 57    |
| 31 de maio de 1535      | Cristoforo Giacobazzi                                                             | 57    |
| 31 de maio de 1535      | Charles de Hémard de Denonville                                                   | 57    |
| 31 de maio de 1535      | Rodolfo Pio da Carpi                                                              | 57    |
| 31 de maio de 1535      | Reginald Pole                                                                     | 57    |
| 31 de maio de 1535      | Rodrigo Luis de Borja e de Castre-Pinós                                           | 57    |
| 20 de janeiro de 1537   | Morte do Cardeal Andrea Matteo Palmieri (43 anos)                                 | 56    |
| 5 de agosto de 1537     | Morte do Cardeal Paolo Emilio Cesi (56 anos)                                      | 55    |
| 6 de agosto de 1537     | Morte do Cardeal Rodrigo Luis de Borja e de Castre-Pinós (13 anos)                | 54    |
| 7 de setembro de 1537   | Morte do Cardeal Nikolaus von Schönberg, O.P. (65 anos)                           | 53    |
| 18 de outubro de 1537   | Morte do Cardeal Agostino Spinola (55 anos)                                       | 52    |
| 21 de novembro de 1537  | Morte do Cardeal Giovanni Piccolomini (62 anos)                                   | 51    |
| 28 de janeiro de 1538   | Morte do Cardeal Marino Caracciolo (70 anos)                                      | 50    |
| 27 de fevereiro de 1538 | Morte do Cardeal Eberhard von der Mark (65 anos)                                  | 49    |
| 13 de março de 1538     | 2 Revelação In Pectore                                                            | 51    |
| 13 de março de 1538     | Girolamo Aleandro                                                                 | 51    |
| 13 de março de 1538     | Niccolò Caetani                                                                   | 51    |
| 28 de setembro de 1538  | Morte do Cardeal Alfonso Manrique de Lara y Solís (67 anos)                       | 50    |
| 18 de outubro de 1538   | criação de 1 Cardeal                                                              | 51    |
| 18 de outubro de 1538   | Pedro Sarmiento                                                                   | 51    |
| 18 de outubro de 1538   | criação de 4 Cardeais + 2 In Pectore                                              | 55    |
| 18 de outubro de 1538   | Juan Álvarez y Alva de Toledo, O.P.                                               | 55    |
| 18 de outubro de 1538   | Pedro Fernández Manrique                                                          | 55    |
| 18 de outubro de 1538   | Robert de Lénoncourt                                                              | 55    |
| 18 de outubro de 1538   | David Beaton                                                                      | 55    |
| 5 de março de 1539      | 1 Revelação In Pectore                                                            | 56    |
| 5 de março de 1539      | Ippolito II d'Este                                                                | 56    |
| 19 de julho de 1539     | Morte do Cardeal Lorenzo Campeggio (64 anos)                                      | 55    |
| 30 de julho de 1539     | Morte do Cardeal Bernardo Clesio (54 anos)                                        | 54    |
| 1 de novembro de 1539   | Morte do Cardeal Giacomo Simonetta (64 anos)                                      | 53    |
| 10 de novembro de 1539  | 1 Revelação In Pectore                                                            | 54    |
| 10 de novembro de 1539  | Pietro Bembo                                                                      | 54    |
| 19 de dezembro de 1539  | criação de 11 cardeais + 1 In Pectore                                             | 65    |
| 19 de dezembro de 1539  | Frederico Fregoso                                                                 | 65    |
| 19 de dezembro de 1539  | Pierre de La Baume                                                                | 65    |
| 19 de dezembro de 1539  | Antoine Sanguin de Meudon                                                         | 65    |
| 19 de dezembro de 1539  | Uberto Gambara                                                                    | 65    |
| 19 de dezembro de 1539  | Pierpaolo Parisio                                                                 | 65    |
| 19 de dezembro de 1539  | Marcello Cervini (futuro Papa Marcelo II)                                         | 65    |
| 19 de dezembro de 1539  | Bartolomeo Guidiccioni                                                            | 65    |
| 19 de dezembro de 1539  | Ascanio Parisani                                                                  | 65    |
| 19 de dezembro de 1539  | Dionisio Laurerio, O.S.M.                                                         | 65    |
| 19 de dezembro de 1539  | Enrique de Borja y Aragón                                                         | 65    |
| 19 de dezembro de 1539  | Giacomo Savelli                                                                   | 65    |
| 30 de março de 1540     | Morte do Cardeal Matthäus Lang von Wellenburg (72 anos)                           | 64    |
| 21 de Abril de 1540     | Morte do Cardeal Afonso de Portugal (30 anos)                                     | 63    |
| 23 de agosto de 1540    | Morte do Cardeal Charles de Hémard de Denonville (47 anos)                        | 62    |
| 16 de setembro de 1540  | Morte do Cardeal Enrique de Borja y Aragón (21 anos)                              | 61    |
| 7 de outubro de 1540    | Morte do Cardeal Cristoforo Giacobazzi (41 anos)                                  | 59    |
| 7 de outubro de 1540    | Morte do Cardeal Pedro Fernández Manrique (40 anos)                               | 59    |
| 5 de novembro de 1540   | Morte do Cardeal Francisco de los Angeles Quiñones, O.F.M. (65 anos)              | 58    |
| 13 de março de 1541     | Morte do Cardeal François Guillaume de Castelnau-Clermont-Lodève (61 anos)        | 57    |
| 6 de julho de 1541      | Morte do Cardeal Girolamo Ghinucci (61 anos)                                      | 56    |
| 28 de agosto de 1541    | Morte do Cardeal Gianvincenzo Carafa (64 anos)                                    | 55    |
| 13 de outubro de 1541   | Morte do Cardeal Pedro Gómez Sarmiento de Villandrando (63 anos)                  | 54    |
| 11 de novembro de 1541  | Morte do Cardeal Frederico Fregoso (61 anos)                                      | 53    |
| 2 de dezembro de 1541   | 1 Revelação In Pectore                                                            | 54    |
| 2 de dezembro de 1541   | Miguel da Silva                                                                   | 54    |
| 1 de fevereiro de 1542  | Morte do Cardeal Girolamo Aleandro (61 anos)                                      | 53    |
| 13 de fevereiro de 1542 | Morte do Cardeal Alessandro Cesarini, Sr. (67 anos)                               | 52    |
| 2 de junho de 1542      | criação de 7 cardeais + 1 In Pectore                                              | 59    |
| 2 de junho de 1542      | Giovanni Morone                                                                   | 59    |
| 2 de junho de 1542      | Marcello Crescenzi                                                                | 59    |
| 2 de junho de 1542      | Giovanni Vincenzo Acquaviva d'Aragona                                             | 59    |
| 2 de junho de 1542      | Pomponio Cecci                                                                    | 59    |
| 2 de junho de 1542      | Roberto Pucci                                                                     | 59    |
| 2 de junho de 1542      | Tommaso Badia, O.P.                                                               | 59    |
| 2 de junho de 1542      | Giovanni Andrea Cortese                                                           | 59    |
| 4 de agosto de 1542     | Morte do Cardeal Pomponio Cecci (42 anos)                                         | 58    |
| 24 de agosto de 1542    | Morte do Cardeal Gasparo Contarini (58 anos)                                      | 57    |
| 17 de setembro de 1542  | Morte do Cardeal Dionisio Laurerio, O.S.M. (45 anos)                              | 56    |
| 2 de janeiro de 1543    | Morte do Cardeal Bonifacio Ferrero (67 anos)                                      | 55    |
| 7 de agosto de 1543     | Morte do Cardeal Jean Le Veneur (70 anos)                                         | 54    |
| 17 de agosto de 1543    | Morte do Cardeal Antonio Sanseverino (66 anos)                                    | 53    |
| 26 de setembro de 1543  | Morte do Cardeal Francesco Corner (65 anos)                                       | 52    |
| 27 de novembro de 1543  | Morte do Cardeal Girolamo Grimaldi (44 anos)                                      | 51    |
| 4 de maio de 1544       | Morte do Cardeal Pierre de La Baume (67 anos)                                     | 50    |
| 12 de outubro de 1544   | Morte do Cardeal Antonio Pucci (60 anos)                                          | 49    |
| 19 de dezembro de 1544  | criação de 13 cardeais                                                            | 62    |
| 19 de dezembro de 1544  | Gaspar de Ávalos da Cueva                                                         | 62    |
| 19 de dezembro de 1544  | Francisco Mendoza de Bobadilla                                                    | 62    |
| 19 de dezembro de 1544  | Bartolomé de la Cueva y Toledo                                                    | 62    |
| 19 de dezembro de 1544  | Georges d'Armagnac                                                                | 62    |
| 19 de dezembro de 1544  | Jacques d'Annebaut                                                                | 62    |
| 19 de dezembro de 1544  | Otto Truchsess von Waldburg                                                       | 62    |
| 19 de dezembro de 1544  | Andrea Cornaro                                                                    | 62    |
| 19 de dezembro de 1544  | Francesco Sfondrati                                                               | 62    |
| 19 de dezembro de 1544  | Federico Cesi                                                                     | 62    |
| 19 de dezembro de 1544  | Durante Duranti                                                                   | 62    |
| 19 de dezembro de 1544  | Niccolò Ardinghelli                                                               | 62    |
| 19 de dezembro de 1544  | Girolamo Recanati Capodiferro                                                     | 62    |
| 19 de dezembro de 1544  | Tiberio Crispo                                                                    | 62    |
| 7 de janeiro de 1545    | 1 Revelação In Pectore                                                            | 63    |
| 7 de janeiro de 1545    | Cristoforo Madruzzo                                                               | 63    |
| 11 de maio de 1545      | Morte do Cardeal Pierpaolo Parisio (72 anos)                                      | 62    |
| 1 de Agosto de 1545     | Morte do Cardeal Juan Pardo de Tavera (73 anos)                                   | 61    |
| 24 de setembro de 1545  | Morte do Cardeal Alberto de Brandemburgo (55 anos)                                | 60    |
| 2 de novembro de 1545   | Morte do Cardeal Gaspar de Ávalos da Cueva (60 anos)                              | 59    |
| 16 de dezembro de 1545  | criação de 4 cardeais                                                             | 63    |
| 16 de dezembro de 1545  | Pedro Pacheco de Villena                                                          | 63    |
| 16 de dezembro de 1545  | Georges II D'Amboise                                                              | 63    |
| 16 de dezembro de 1545  | Henrique I de Portugal                                                            | 63    |
| 16 de dezembro de 1545  | Ranuccio Farnese                                                                  | 63    |
| 25 de abril de 1546     | Morte do Cardeal García de Loaysa, O.P. (67 anos)                                 | 62    |
| 29 de maio de 1546      | Morte do Cardeal David Beaton (52 anos)                                           | 61    |
| 16 de agosto de 1546    | Morte do Cardeal Giovanni Vincenzo Acquaviva d'Aragona (56 anos)                  | 60    |
| 28 de setmebro de 1546  | Morte do Cardeal Marino Grimani (46 anos)                                         | 59    |
| 17 de janeiro de 1547   | Morte do Cardeal Roberto Pucci (82 anos)                                          | 58    |
| 18 de janeiro de 1547   | Morte do Cardeal Pietro Bembo (76 anos)                                           | 57    |
| 27 de julho de 1547     | criação de 1 cardeal + 1 In Pectore                                               | 58    |
| 27 de julho de 1547     | Carlos de Lorena-Guise                                                            | 58    |
| 23 de agosto de 1547    | Morte do Cardeal Niccolò Ardinghelli (44 anos)                                    | 57    |
| 6 de setembro de 1547   | Morte do Cardeal Tommaso Badia, O.P. (63 anos)                                    | 56    |
| 18 de outubro de 1547   | Morte do Cardeal Jacopo Sadoleto (70 anos)                                        | 55    |
| 9 de janeiro de 1548    | criação de 1 cardeal + 1 Revelação In Pectore                                     | 57    |
| 9 de janeiro de 1548    | Giulio della Rovere                                                               | 57    |
| 9 de janeiro de 1548    | Carlos I de Bourbon                                                               | 57    |
| 30 de março de 1548     | Morte do Cardeal Agostino Trivulzio (63 anos)                                     | 56    |
| 21 de setembro de 1548  | Morte do Cardeal Giovanni Andrea Cortese, O.S.B. (65 anos)                        | 55    |
| 14 de fevereiro de 1549 | Morte do Cardeal Uberto Gambara (60 anos)                                         | 54    |
| 3 de abril de 1549      | Morte do Cardeal Ascanio Parisani (49 anos)                                       | 53    |
| 8 de abril de 1549      | criação de 4 cardeais                                                             | 57    |
| 8 de abril de 1549      | Girolamo Verallo                                                                  | 57    |
| 8 de abril de 1549      | Giovanni Angelo de 'Medici (futuro Papa Pio IV)                                   | 57    |
| 8 de abril de 1549      | Filiberto Ferrero                                                                 | 57    |
| 8 de abril de 1549      | Bernardino Maffei                                                                 | 57    |
| 14 de agosto de 1549    | Morte do Cardeal Filiberto Ferrero (49 anos)                                      | 56    |
| 21 de setembro de 1549  | Morte do Cardeal Benedetto Accolti, o Jovem (51 anos)                             | 55    |
| 4 de novembro de 1549   | Morte do Cardeal Bartolomeo Guidiccioni (79 anos)                                 | 54    |
| 10 de novembro de 1549  | Morte do Papa Paulo III (81 anos)                                                 | 54    |
| 29 de novembro de 1549  | Abertura do Conclave de 1549–1550                                                 | 54    |
| 19 de dezembro de 1549  | Morte do Cardeal Ennio Filonardi (58 anos)                                        | 53    |
| 31 de janeiro de 1550   | Morte do Cardeal Niccolò Ridolfi (49 anos)                                        | 52    |
| 7 de fevereiro de 1550  | Eleição Papal do Cardeal Giovanni Maria Ciocchi del Monte com o nome de Júlio III | 51    |